# Aïn Maabed
Aïn Maabed è un comune dell'Algeria, situato nella provincia di Djelfa.